# Green Chemistry
Green Chemistry, скорочено Green Chem. — науковий журнал, який видається Королівським хімічним товариством. Журнал випускає 24 номери на рік. Публікуються статті, які стосуються досліджень та розробки зеленій хімії, екологічній хімії та стійких альтернативних технологій у хімії.
Імпакт-фактор у 2020 році склав 10,182. Згідно зі статистикою Web of Science, у 2020 році журнал посів 21 місце серед 178 журналів у категорії «Мультидисциплінарна хімія». Посідає друге місце серед 44 журналів у категорії «Зелена і стійка наука та технології».